# Babindol
Babindol (hongarès: Babindál) és un poble d'Eslovàquia que es troba a la regió de Nitra, al sud-oest del país. El 2021 tenia 762 habitants. La primera menció escrita de la vila es remunta al 1271.

## Demografia
| Godina             | 1994 | 2004 | 2014    | 2024   |
| ------------------ | ---- | ---- | ------- | ------ |
| Nombre de persones | 0    | 650  | 727     | 768    |
| Diferència         |      | –    | +11,84% | +5,63% |

| Godina             | 2023 | 2024   |
| ------------------ | ---- | ------ |
| Nombre de persones | 773  | 768    |
| Diferència         |      | −0,64% |